# ام‌ان‌جی ایرلاینز

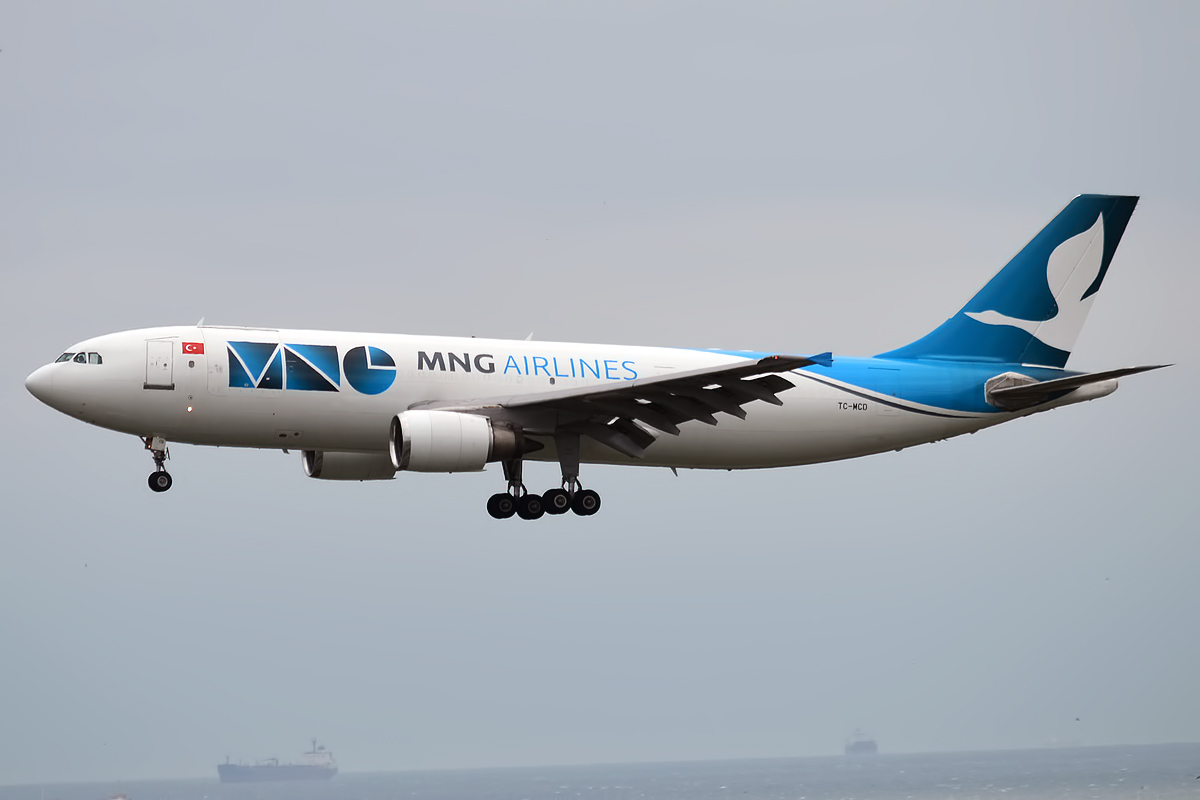
ام‌ان‌جی ایرلاینز

ام‌ان‌جی ایرلاینز (به انگلیسی: MNG Airlines) یک شرکت هواپیمایی با کد یاتا MB است که در تاریخ ۱ فوریه ۱۹۹۶ میلادی تأسیس شده و در تاریخ ۱ نوامبر ۱۹۹۷ فعالیتش را آغاز کرده‌است.
دفتر مرکزی ام‌ان‌جی ایرلاینز در استانبول، ترکیه واقع شده‌است و قطب این شرکت هواپیمایی در فرودگاه بین‌المللی آتاترک قرار دارد و به ۱۳ مقصد، پرواز مستقیم انجام می‌دهد.